# Claudius Julius Boye
Claudius Julius Boye, C.J. Boye, född 16 juli 1823 i Store Magleby på Amager, död 5 augusti 1879, var en dansk läkare. 
Boye blev 1842 student från Sorø Akademi, deltog i Slesvig-holsteinska kriget och avlade ämbetsexamen 1849. Åren 1850–1855 praktiserade han i Gråsten i Slesvig, men då tvivel på läkarnas förmåga att uträtta något tog överhand, övergav han sin praktik och köpte sig en lantegendom, Haughus, vid Vejle, som han fortsatte att driva till sin död. Han kunde emellertid inte slippa att praktisera i den trakt, där han hade bosatt sig, och utförde 1867, efter enträgna uppmaningar från en patient, en ovariotomi, vilken blev den första operation av detta slag i Danmark, som patienten överlevde. Han var därefter verksam främst som gynekolog, då hans namn snart blev känt. Han tilldelades många förtroendeuppdrag och på Köpenhamns universitets 400-årsfest 1879 blev han hedersdoktor i medicin. Han avled oväntat under en konsultationsresa på Fyn. År 1880 restes ett minnesmärke på hans grav på Jelling kyrkogård.